# Diphtherocome punjabensis
Diphtherocome punjabensis là một loài bướm đêm trong họ Noctuidae.